# Malurus splendens
Lo scricciolo azzurro splendente (Malurus splendens (Quoy & Gaimard, 1830)) è un uccello passeriforme della famiglia Maluridae. È osservabile in gran parte del continente australiano dal Nuovo Galles del Sud alla parte sud-ovest del Queensland, fino alla costa occidentale dell'Australia.

## Descrizione

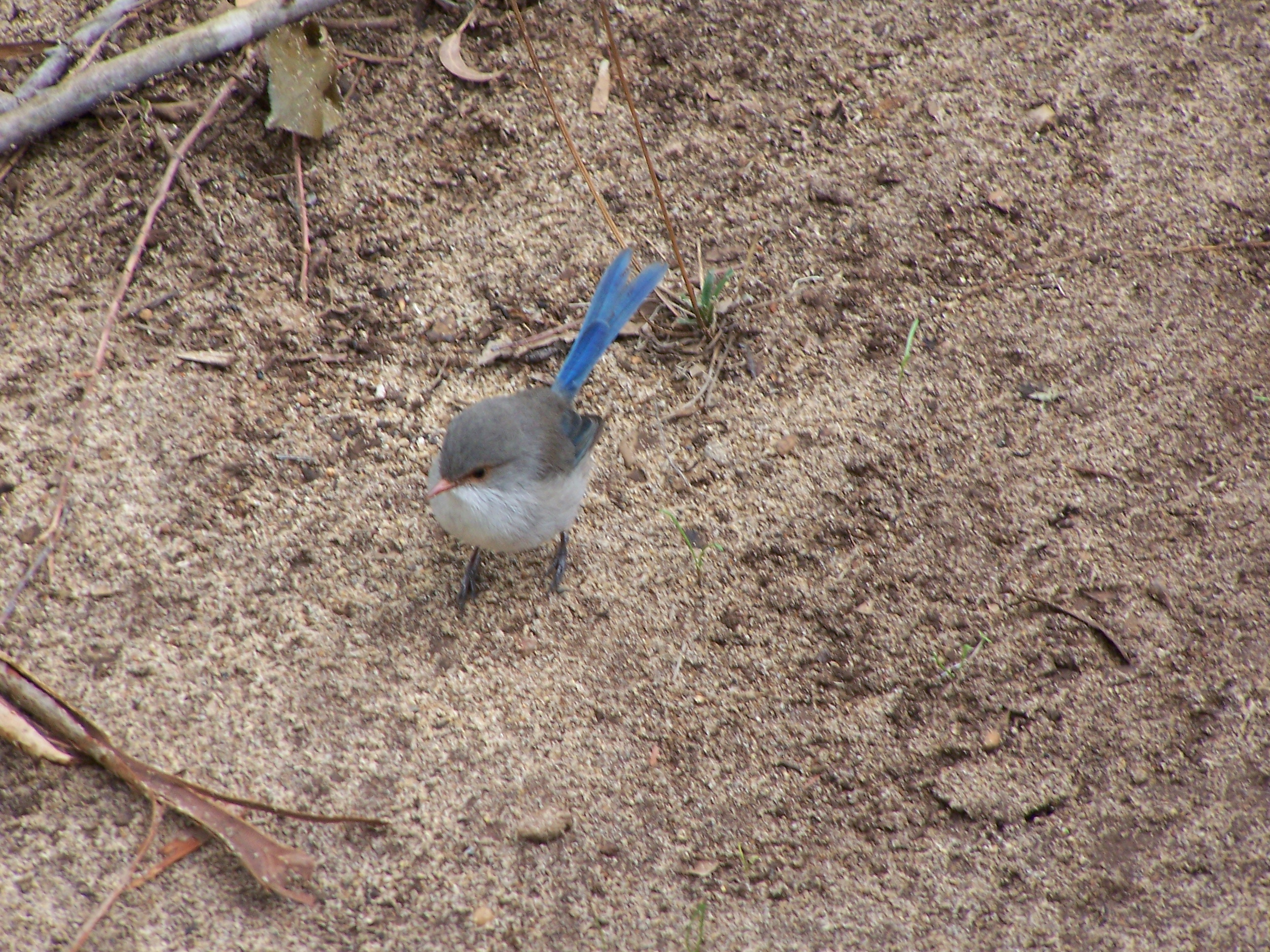
Femmina di M. splendens splendens

Il M. splendens è lungo circa 14 centimetri con la coda lunga quasi quanto il corpo. A causa dell'alto grado di dimorfismo sessuale, i primi esploratori ebbero l'impressione che i maschi fossero poligami poiché tutti gli uccelli di colore brunastro erano stati scambiati per femmine. Il maschio infatti durante la stagione riproduttiva ha la fronte azzurra e le orecchie coperte da un ciuffo di piume sporgenti. La gola è viola, il dorso delle ali, il torace e la coda sono di un azzurro intenso, mentre il becco e le fasce che corrono lungo gli occhi e il torace sono neri. Questo piumaggio blu iridescente è spesso definito come piumaggio nuziale. Il maschio al di fuori della stagione degli amori è di colore marrone simile alla femmina, ma con ali blu e coda bluastra. La femmina ha il becco castano e una macchia sugli occhi dello stesso colore. La muta dei giovani maschi verso il piumaggio nuziale avviene durante la prima stagione favorevole dopo la schiusa, anche se inizialmente può essere incompleta, con piumaggio marrone residuo, e può impiegare un anno o due a diventare completa. Entrambi i sessi mutano in autunno, dopo la riproduzione, con i maschi che assumono piumaggio mimetico. Questi ultimi poi mutano nuovamente al piumaggio nuziale in inverno o in primavera. Alcuni dei maschi più anziani mantengono il colore azzurro tutto l'anno, compiendo la muta direttamente dal piumaggio nuziale di un anno a quello dell'anno successivo. La livrea blu dei maschi, in particolare in corrispondenza dei ciuffi di piume che coprono le orecchie, è iridescente a causa della superficie appiattita e contorta delle barbule. Riflette molto anche la luce ultravioletta, caratteristica molto importante per questi uccelli, se si considera il fatto che la loro capacità di percepire i colori si estende in questa parte dello spettro. Il verso di M. splendens è più aspro e più forte di quello degli altri maluridi e varia da individuo a individuo.

## Biologia

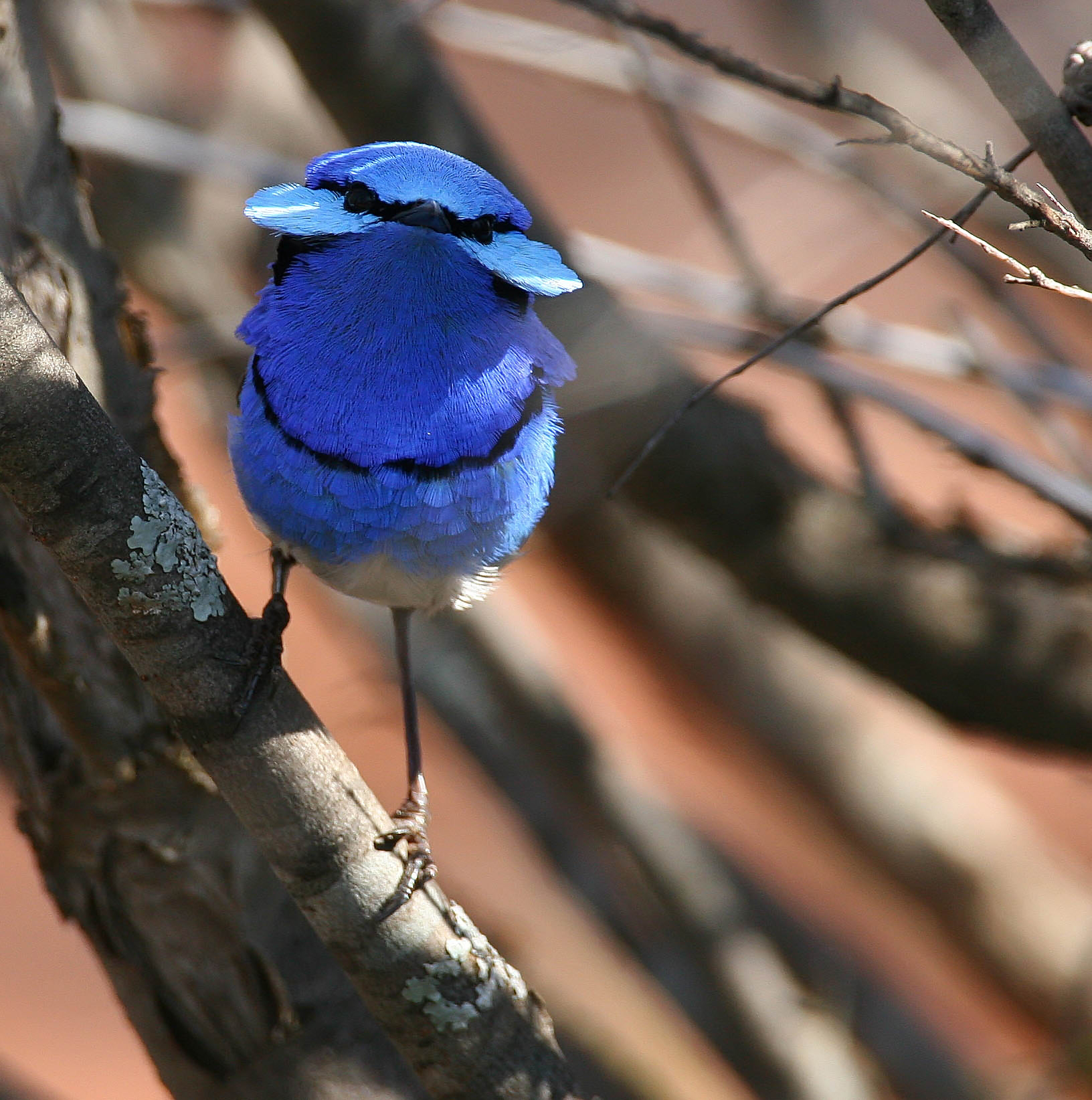
Maschio di M. splendens melanotus durante il corteggiamento

Come tutte le specie del genere Malurus, il M. splendens è un animale attivo ed inquieto, che si nutre in particolare sul terreno aperto vicino ad un riparo, ma anche sulle fronde più basse. Il suo movimento a terra è costituito da una serie di vivaci saltelli, aiutato nell'equilibrio dalla coda proporzionalmente grande che di solito è tenuta in posizione verticale e raramente ferma. Le corte ali arrotondate forniscono una buona spinta iniziale e sono utili per i voli di breve durata, ma non per lunghi tratti. Tuttavia, il M. splendens è un volatore più resistente rispetto alla maggior parte degli altri maluridi. Durante la primavera e l'estate, gli uccelli sono attivi a momenti alterni nel corso della giornata e accompagnano la ricerca di cibo con il loro canto. Durante la stagione favorevole gli insetti sono numerosi e facilmente raggiungibili, il che permette agli uccelli di riposare tra un pasto e l'altro. Il gruppo spesso si ripara e riposa insieme durante la calura del giorno. È più difficile trovare cibo durante l'inverno perciò questi uccelli sono costretti a trascorrere la giornata in continuo foraggiamento durante la stagione sfavorevole.
Gruppi da due a otto esemplari restano nel loro territorio e lo difendono per tutto l'anno. Il territorio è esteso in media 4,4 ettari nelle aree boschive e diminuisce di dimensioni con l'aumento della densità della vegetazione, mentre aumenta con il numero dei maschi. Il gruppo è composto da coppie socialmente monogame con uno o più esemplari di supporto che sono nati nel territorio ma che non sono necessariamente la prole della coppia principale. I M. splendens sono sessualmente promiscui. Ognuno dei partner infatti si accoppia con altri individui della propria specie e aiuta ad allevare i giovani nati da questi appuntamenti amorosi. Oltre un terzo della prole è il risultato di un accoppiamento “extraconiugale”. Gli esemplari di supporto aiutano nella difesa del territorio e nell'alimentazione e nell'allevamento dei giovani.
I più importanti predatori dei nidi includono la gazza australiana (Gymnorhina tibicen), gli uccelli del genere Cracticus, il Dacelo novaeguineae, gli uccelli del genere Strepera, i corvi e gli appartenenti al genere Colluricincla, così come alcuni mammiferi introdotti dall'uomo come la volpe rossa (Vulpes vulpes), il gatto (Felis catus) e il ratto nero (Rattus rattus). Come per altre specie di Malurus, M. splendens ricorre ad un particolare comportamento per distrarre i predatori dai nidi con i pulcini che consiste nel correre velocemente con la testa, il collo e la coda abbassati, le ali tese e le piume arruffate, lanciando continuamente grida d'allarme.

### Alimentazione
Il M. splendens è prevalentemente insettivoro. La sua dieta include una vasta gamma di piccole creature, per lo più artropodi come le formiche, le cavallette, i grilli e i ragni, anche se non disdegna piccole quantità di semi, fiori e frutta. Questi animali si nutrono a terra o su arbusti che non superano i due metri dal suolo. Poiché nutrirsi a terra li rende vulnerabili ai predatori, i membri del gruppo tendono a rimanere compatti ed uniti per mettere in allarme i compagni in caso di pericolo. Il cibo può essere scarso in inverno e le formiche costituiscono una percentuale molto alta della dieta, oltre ad essere importanti come fonte di nutrimento in caso d'emergenza. Gli esemplari adulti nutrono i loro piccoli con una dieta diversa, portando al nido prede più grandi come bruchi e cavallette.

### Corteggiamento

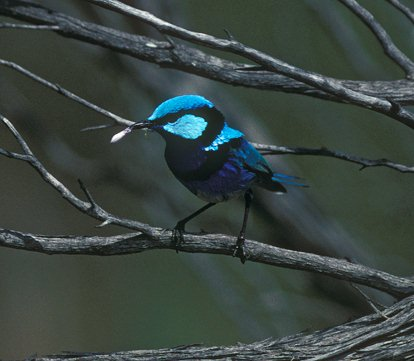
M. splendens musgravei con un petalo nel becco

Sono stati osservati molti rituali di corteggiamento tra i maschi di questa specie. Il “volo a cavalluccio marino”, così chiamato per la somiglianza dei movimenti con quelli del pesce, è un volo esagerato e ondulato in cui il maschio, con il collo teso e le piume sul capo erette, vola inclinando il corpo in orizzontale e in verticale e, battendo rapidamente le ali, è in grado di scendere lentamente e scattare verso l'alto dopo essersi posato a terra. In un altro tipico rituale amoroso, che è anche parte di una dimostrazione di aggressività, i maschi allargano i ciuffi auricolari blu erigendo le piume.
Un'altra interessante abitudine dei maschi di questa e di altre specie di Malurus durante la stagione riproduttiva è di cogliere petali (in questa specie costituiti in prevalenza da rose e viole poiché contrastano con il loro piumaggio) e mostrarli alla femmina. I petali sono spesso parte di un rituale di corteggiamento e sono presentati ad una femmina nel proprio territorio o in quello di un altro maschio. Al di fuori della stagione riproduttiva i maschi possono a volte mostrare i petali alle femmine di altri territori, come per farsi pubblicità. È da notare che gli uccelli di questa specie sono socialmente monogami e sessualmente promiscui: le coppie si legano per tutta la vita, ma entrambi i componenti si accoppiano regolarmente con i membri di altre coppie; una percentuale rilevante di giovani sono concepiti dai maschi al di fuori del gruppo. I giovani spesso non sono sollevati solo dai genitori, ma anche da altri maschi, che si sono accoppiati con la femmina della coppia che assistono. Per questo motivo trasportare petali potrebbe essere un comportamento che rafforza il legame della coppia, oppure potrebbe anche essere un modo in più per i maschi per ottenere accoppiamenti con la femmina. In entrambi i casi, i dati non collegano in maniera evidente l'azione di portare i petali con un successivo accoppiamento.

### Riproduzione
L'accoppiamento avviene dalla fine di agosto fino a gennaio, anche se forti piogge nel mese di agosto potrebbero ritardarlo. Il nido, costruito dalla femmina, è una struttura a cupola o rotonda fatta di erbe intrecciate, con l'ingresso su un unico lato vicino al terreno e ben nascosto da una folta e spesso spinosa vegetazione, costituita da arbusti come ad esempio l’Acacia pulchella o una specie di Hakea. Si possono avere una o due covate durante la stagione riproduttiva. Le uova, da due a quattro larghe 12 millimetri e larghe 16, sono di colore bianco con chiazze marroni e rossicce. Incubazione dura circa due settimane. La femmina incuba le uova per 14 o 15 giorni; dopo la schiusa, i pulcini sono nutriti e i loro escrementi rimossi da tutti i membri del gruppo per 10-13 giorni, periodo necessario affinché crescano le piume. I pulcini restano nel gruppo di famiglia in qualità di collaboratori per un anno o più prima di passare a un altro gruppo, di solito adiacente o che assume una posizione dominante del gruppo originario. In questo ruolo si nutrono si prendono cura delle schiuse successive.
Non è raro che M. splendens ospiti covate parassite di cuculo bronzeo di Horsfield (Chrysococcyx basalis), ma sono state registrate anche covate di cuculo bronzeo splendente (Chrysococcyx lucidus).

## Distribuzione e habitat

Areale di M. splendens

M. splendens è ampiamente distribuito nelle zone aride e semi aride dell'Australia. Il suo habitat ideale si estende dal tipico bush australiano, caratterizzato da un paesaggio asciutto e fitto d'arbusti, fino alle aree boschive ricche di sottobosco del sud-ovest. La sottospecie occidentale M. s. splendens e quella orientale M. s. melanotus sono prevalentemente stanziali, mentre si ritiene che M. s. musgravei sia in parte migrante. A differenza del cugino orientale Malurus cyaneus, il M. splendens non si è ben adattato alla presenza dell'uomo nel territorio ed è scomparso da alcune zone urbanizzate. Le foreste di pini (Pinus spp.) ed eucalipti non sono idonee per questa specie a causa della mancanza di sottobosco.

## Tassonomia
Il M. splendens è una delle 12 specie del genere Malurus, diffuso in Australia e nelle pianure della Nuova Guinea. All'interno del genere, è strettamente imparentato col Malurus cyaneus. Questi due uccellini blu sono a loro volta imparentati col Malurus coronatus diffuso nel nord-ovest dell'Australia.
I primi esemplari furono inizialmente raccolti a King George Sound, e il M. splendens fu descritto come Saxicola splendens dai naturalisti francesi Jean René Constant Quoy e Joseph Paul Gaimard nel 1830, tre anni prima che John Gould gli desse il nome scientifico di Malurus pectoralis. Anche se correttamente inserito nel genere Malurus, il nome specifico degli autori precedenti ha la priorità. L'epiteto specifico deriva dal latino splendens, che significa “splendente”. Fu inizialmente classificato come membro della famiglia dei Muscicapidae da Richard Bowdler Sharpe, anche se fu poi inserito nella famiglia Sylviidae dallo stesso autore, prima di essere definitivamente classificato nella famiglia Maluridae nel 1975. Più recentemente, l'analisi del DNA ha dimostrato che la famiglia è correlata ai Meliphagidae, e ai Pardalotidae in una superfamiglia di grandi dimensioni denominata Meliphagoidea.

### Sottospecie

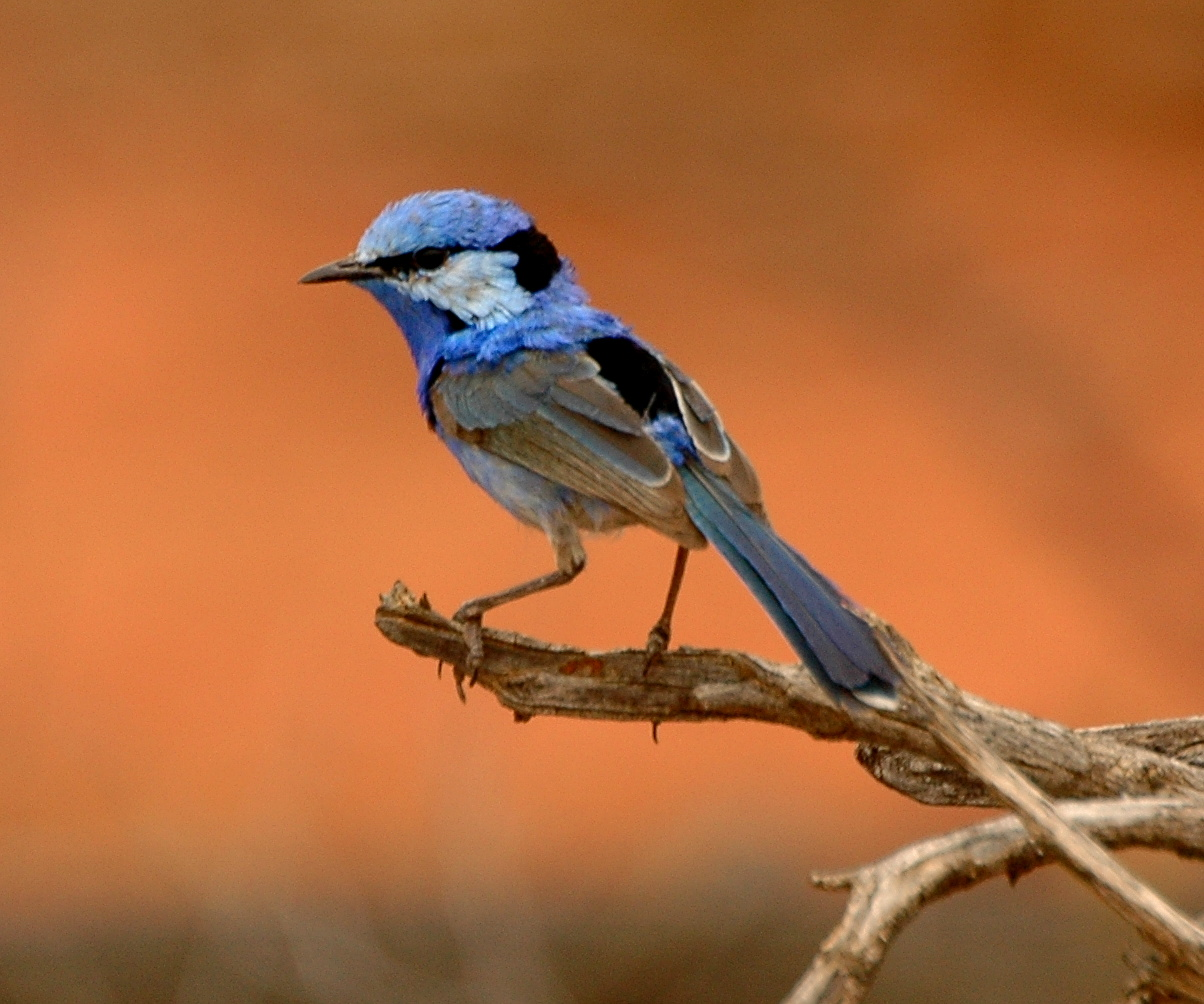
Maschio di M. splendens emmettorum

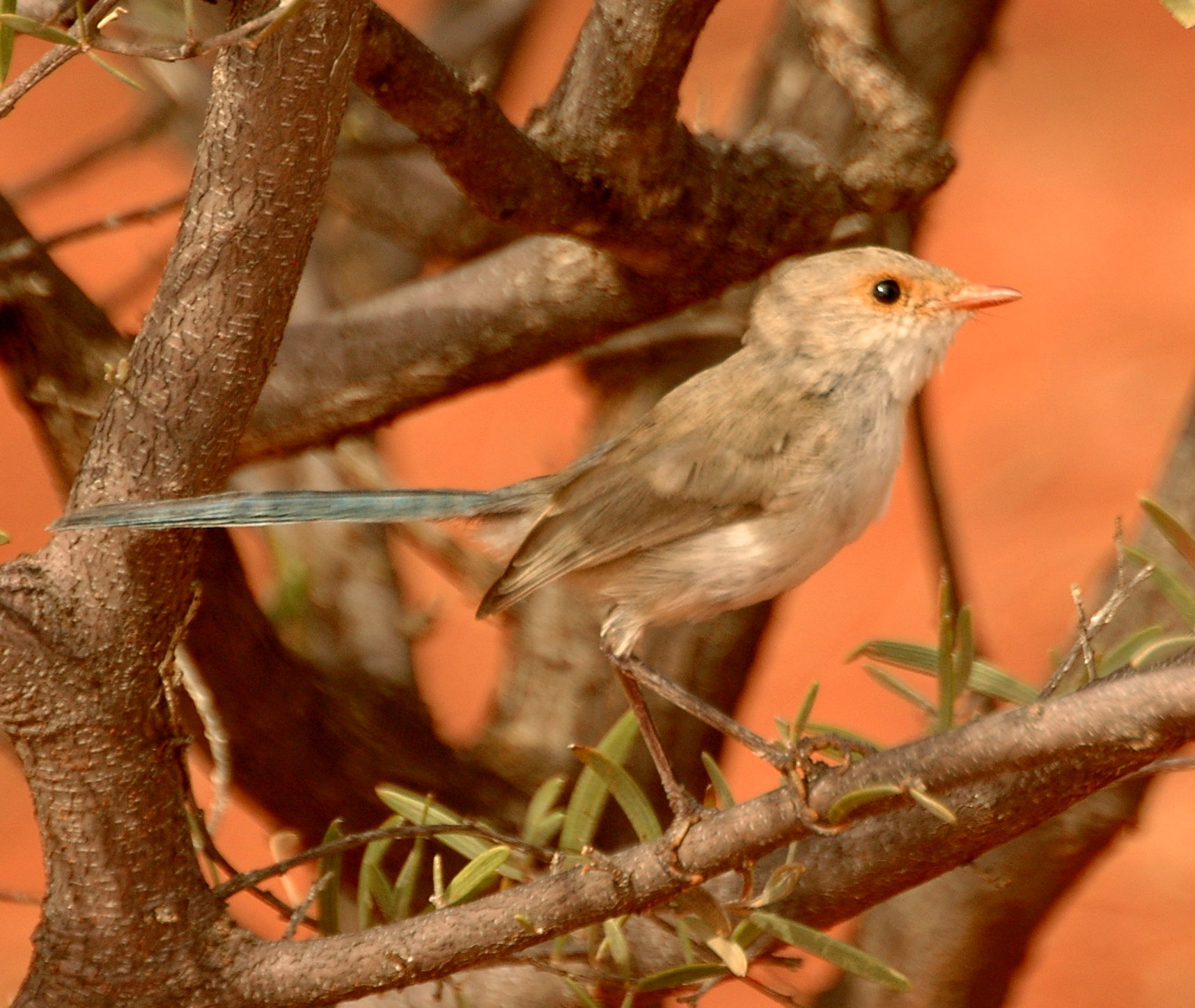
Femmina di M. splendens emmettorum

La tassonomia attuale riconosce quattro sottospecie: M. s. splendens diffuso in Australia occidentale, M. s. musgravei in Australia centrale (sottospecie precedentemente indicata come M. s. callainus), M. s. melanotus presente nelle aree interne dell'Australia orientale e M. s. emmottorum nel sud-ovest del Queensland. Inizialmente erano state considerate specie separate essendo state descritte lontano dai loro confini con altre sottospecie. Tuttavia, quando le aree più interne dell'Australia furono esplorate, risultò evidente che vi erano aree di ibridazione sovrapposte per queste popolazioni. Così, nel 1975, le prime tre forme descritte di seguito vennero riclassificate come sottospecie di M. splendens.
- M. s. splendens, si trova in gran parte del centro e del sud in Australia Occidentale. Questa era la forma originaria descritta da Quoy e Gaimard nel 1830.
- M. s. melanotus, è stato descritto da John Gould nel 1841 come specie separata.[48] Si trova nell'entroterra dell'Australia Meridionale (area di Sedan a nord-est di Adelaide) fino all'area occidentale di Victoria, nel Nuovo Galles del Sud occidentale e nel Queensland sud-occidentale. Si differenzia dalla sottospecie nominale per avere dorso nero e ventre biancastro nella parte inferiore.
- M. s. musgravei è stato descritto nel 1922 dall'ornitologo dilettante Gregory Mathews come una specie a sé del bacino del lago Eyre in Australia centrale.[49] Si trova nelle aree cespugliose del bush presenti in gran parte dell'Australia Meridionale e nella parte meridionale del Territorio del Nord. Ha il dorso di un blu più chiaro o turchese rispetto a M. s. splendens, e la schiena nera. Questa sottospecie era conosciuta precedentemente col nome di M. callainus ed era stato descritta dall'ornitologo Samuel White e nominata da John Gould nel 1867. La collezione originale di esemplari recanti il nome callainus è composta da ibridi tra quelli che attualmente sono chiamati M. s. musgravei e M. s. melanotus, e quindi il nome M. s. musgravei ha sostituito il nome precedente M. callainus.[47]
- M. s. emmottorum fu descritto nel sud-ovest del Queensland e gli fu riconosciuto lo status di sottospecie nella revisione del 1999 effettuata da Schodde e Mason.[47] È stato chiamato così in onore di Angus Emmott, un agricoltore e biologo dilettante del Queensland occidentale.[50]

### Storia evoluzionistica
Nella sua monografia del 1982, l'ornitologo Richard Schodde propose un'origine meridionale per l'antenato comune di Malurus cyaneus e M. splendens. Ad un certo momento nel passato ci sarebbe stata una suddivisione tra una popolazione sud-occidentale (M. splendens) e una sud-orientale (M. cyaneus). Poiché il sud-ovest è stato più secco del sud-est, non appena le condizioni divennero più favorevoli il M. splendens si diffuse più facilmente nelle aree interne. Questo portò al formarsi di almeno tre popolazioni distinte che in seguito si evolsero in isolamento nei successivi periodi glaciali asciutti fino a quando l'attuale clima più favorevole li vide espandersi ancora una volta e incrociarsi nelle aree di sovrapposizione. Ciò suggerisce che la divisione iniziale si è verificata in tempi piuttosto recenti, tanto che le varie sottospecie non avuto tempo sufficiente per la speciazione. Ulteriori studi molecolari potrebbero rivedere questa ipotesi.